# 米庫林齊
49°23′17″N 25°37′03.6″E / 49.38806°N 25.617667°E

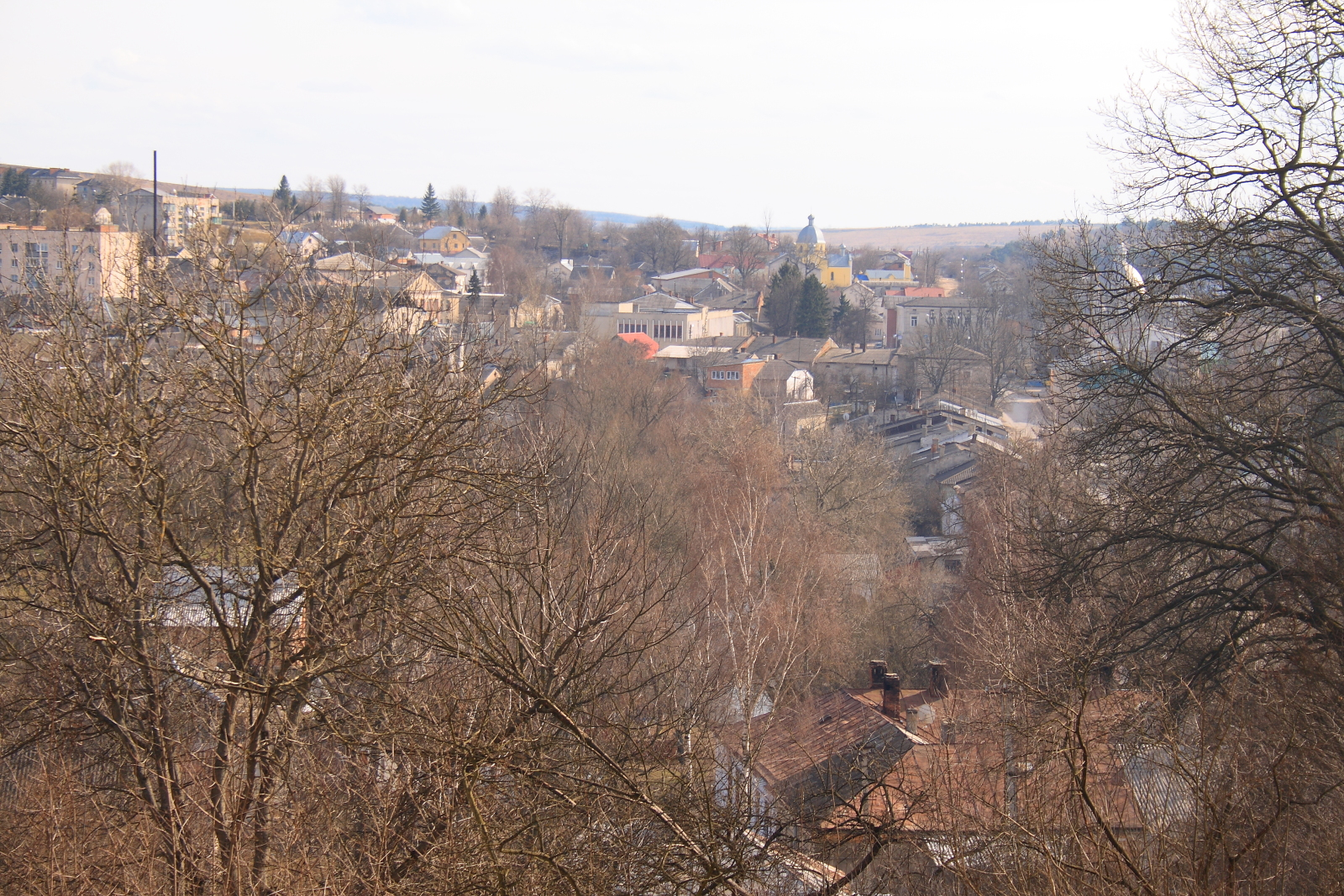

米庫林齊（羅馬化：Mykulyntsi）是烏克蘭西部捷爾諾波爾州特諾皮爾區米庫林齊市鎮的鎮，處於塞雷特河畔，始建於1096年，面積4平方公里，2011年人口3,728，人口密度每平方公里932人。